# Коронавірусна хвороба 2019 у Ватикані
Коронаві́русна хворо́ба 2019 у Ватика́ні — розповсюдження пандемії коронавірусу територією Ватикану.
Перший випадок появи коронавірусної хвороби було виявлено на території Ватикану 5 березня 2020 року. Станом на 22 березня 2020 року, нових випадків інфікування виявлено не було.

## Хронологія
5 березня 2020 року було підтверджено, що пандемія коронавірусу поширилася у Ватикані, було виявлено один випадок.
З 8 березня музеї Ватикану було зачинено до 3 квітня.
10 березня після запровадження карантину в Італії, площу Святого Петра та базиліку Святого Петра було також зачинено для туристів з 10 березня по 3 квітня. Заходи карантину в Італії почали застосовуватися також на території Ватикану.
11 березня Папа Франциск вперше провів віртуальний прийом для широкої аудиторії.
16 березня Папа Франциск молився у Сан-Марчелло-аль-Корсо у Римі перед розп'яттям, яке католики вважають чудодійним і яке носили під час процесії під час чуми 1522 року.